# Winter World University Games 2025/Teilnehmer (Tschechien)
| Gelbes Symbol für Goldmedaillen mit stilisierten Olympischen Ringen | Graues Symbol für Silbermedaillen mit stilisierten Olympischen Ringen | Braundes Symbol für Bronzemedaillen mit stilisierten Olympischen Ringen |
| ------------------------------------------------------------------- | --------------------------------------------------------------------- | ----------------------------------------------------------------------- |
| 1                                                                   | 1                                                                     | 3                                                                       |

Tschechien nahm mit 92 Athleten (53 Männer und 39 Frauen) an den Winter World University Games 2025 in Turin teil.

## Medaillen

### Medaillenspiegel
| Rang   | Sportart              | Gold | Silber | Bronze | Gesamt |
| ------ | --------------------- | ---- | ------ | ------ | ------ |
| 1      | Eishockey             | 1    | —      | —      | 1      |
| 2      | Biathlon              | —    | 1      | 1      | 2      |
| 3      | Freestyle-Skiing      | —    | —      | 1      | 1      |
| 3      | Ski-Orientierungslauf | —    | —      | 1      | 1      |
| Gesamt | Gesamt                | 1    | 1      | 3      | 5      |

### Medaillengewinner
| Name/n | Sportart              | Wettkampf            |
| --- | --------------------- | -------------------- |
| Gold |                       |                      |
| Barbora Bartáková Natálie Brichová Barbora Dalecká Kateřina Dvořáková Lucie Eignerová Hana Haasová Denisa Habartová Alexandra Halounová Sandra Halounová Anežka Hračová Viktorie Chladová Anna Kotounová Dominika Malicka Markéta Mazancová Tereza Mazancová Julie Pejšová Kateřina Petřeková Patricie Škorpíková Andrea Trnková Anna Václavková Eliška Vaněčková Anna Vaníčková Adéla Wojnarová | Eishockey             | Mannschaft           |
| Silber |                       |                      |
| Svatava Mikysková Petr Hák | Biathlon              | Single-Mixed-Staffel |
| Bronze |                       |                      |
| Petr Hák | Biathlon              | 15 km Einzel         |
| Marek Krčál | Freestyle-Skiing      | Big Air              |
| Josef Nagy | Ski-Orientierungslauf | Sprint               |

## Teilnehmer nach Sportarten

### Biathlon
| Athleten                   | Wettbewerbe          | Zeit        | Fehler        | Rang   |
| -------------------------- | -------------------- | ----------- | ------------- | ------ |
| Frauen                     |                      |             |               |        |
| Eliška Fiedlerová          | 7,5 km Sprint        | 26:22,5 min | 4 (4+0)       | 30     |
| Eliška Fiedlerová          | 10 km Verfolgung     | 45:08,9 min | 4 (1+0+2+1)   | 27     |
| Eliška Fiedlerová          | 12,5 km Massenstart  | 50:55,3 min | 6 (4+0+2+0)   | 28     |
| Eliška Fiedlerová          | 12,5 km Einzel       | 42:12,6 min | 4 (0+0+1+3)   | 18     |
| Svatava Mikysková          | 7,5 km Sprint        | 25:18,1 min | 3 (1+2)       | 20     |
| Svatava Mikysková          | 10 km Verfolgung     | 43:49,2 min | 8 (2+2+2+2)   | 24     |
| Svatava Mikysková          | 12,5 km Massenstart  | 44:45,5 min | 2 (0+0+0+2)   | 10     |
| Svatava Mikysková          | 12,5 km Einzel       | 43:20,5 min | 6 (1+3+0+2)   | 20     |
| Aneta Novotná              | 7,5 km Sprint        | 27:12,9 min | 7 (3+4)       | 37     |
| Aneta Novotná              | 10 km Verfolgung     | 45:08,9 min | 6 (2+0+2+2)   | 28     |
| Aneta Novotná              | 12,5 km Massenstart  | 46:01,9 min | 4 (0+2+1+1)   | 16     |
| Aneta Novotná              | 12,5 km Einzel       | 41:07,8 min | 3 (1+1+0+1)   | 15     |
| Veronika Novotná           | 7,5 km Sprint        | 26:40,0 min | 6 (3+3)       | 32     |
| Veronika Novotná           | 10 km Verfolgung     | 43:49,2 min | 4 (0+2+1+1)   | 23     |
| Veronika Novotná           | 12,5 km Massenstart  | 46:01,9 min | 6 (1+0+1+4)   | 19     |
| Veronika Novotná           | 12,5 km Einzel       | 41:58,2 min | 4 (1+1+0+2)   | 16     |
| Männer                     |                      |             |               |        |
| Luděk Abrahám              | 10 km Sprint         | 24:28,3 min | 3 (2+1)       | 12     |
| Luděk Abrahám              | 12,5 km Verfolgung   | 41:30,6 min | 9 (2+3+2+2)   | 16     |
| Luděk Abrahám              | 15 km Massenstart    | 43:46,9 min | 4 (0+0+2+2)   | 5      |
| Luděk Abrahám              | 15 km Einzel         | 40:57,5 min | 4 (0+1+1+2)   | 9      |
| Petr Hák                   | 10 km Sprint         | 24:05,8 min | 1 (1+0)       | 8      |
| Petr Hák                   | 12,5 km Verfolgung   | DNS         | DNS           | DNS    |
| Petr Hák                   | 15 km Einzel         | 39:10,1 min | 2 (1+1+0+0)   | Bronze |
| Jakub Kocián               | 10 km Sprint         | DNS         | DNS           | DNS    |
| Jakub Kocián               | 15 km Einzel         | 41:34,0 min | 2 (0+1+01)    | 13     |
| Matyáš Martan              | 10 km Sprint         | 25:07,2 min | 2 (0+2)       | 17     |
| Matyáš Martan              | 12,5 km Verfolgung   | 41:29,5 min | 5 (1+1+2+1)   | 15     |
| Matyáš Martan              | 15 km Massenstart    | 43:32,1 min | 2 (0+2+0+0)   | 4      |
| Matyáš Martan              | 15 km Einzel         | 42:04,4 min | 5 (2+0+0+3)   | 18     |
| Mixed                      |                      |             |               |        |
| Svatava Mikysková Petr Hák | Single-Mixed-Staffel | 40:09,2 min | 1+4 (0+0 1+4) | Silber |

### Eishockey
| Wettbewerb       | Männer | Frauen |
| ---------------- | --- | --- |
| Athleten         | Dominik Arnošt Tomáš Bernat Milan Breczko Marek Dvořák Tomáš Hanák Josef Hasman Ondřej Havlín Samuel Chrenka David Jindra Michal Kalista Tomáš Koblížek Matěj Kolda Vladimír Kremláček Martin Lašák David Lekeš Joshua Mácha Tomáš Müller Adam Nedelka Jiří Remta Adam Sojka Jan Škorpík Patrik Vašíček Tomáš Zeman | Barbora Bartáková Natálie Brichová Barbora Dalecká Kateřina Dvořáková Lucie Eignerová Hana Haasová Denisa Habartová Alexandra Halounová Sandra Halounová Anežka Hračová Viktorie Chladová Anna Kotounová Dominika Malicka Markéta Mazancová Tereza Mazancová Julie Pejšová Kateřina Petřeková Patricie Škorpíková Andrea Trnková Anna Václavková Eliška Vaněčková Anna Vaníčková Adéla Wojnarová |
| Vorrunde         | Kanada 2:1 n, P, Schweden 3:2 Südkorea 5:1 Kasachstan 3:1 | Vereinigte Staaten 6:3 Kasachstan 11:1 Japan 4:0 |
| Viertelfinale    | Ukraine 3:4 n, V, | — |
| Halbfinale       | ausgeschieden | Slowakei 3:1 |
| Spiel um Platz 5 | Kasachstan 2:5 | – |
| Finale           | ausgeschieden | Kanada 2:1 |
| Rang             | 6 | Gold |

### Eiskunstlauf
| Athleten            | Wettbewerbe | Kurzprogramm/ Rhythmustanz | Kurzprogramm/ Rhythmustanz | Kür    | Kür  | Gesamt | Gesamt |
| Athleten            | Wettbewerbe | Punkte                     | Rang                       | Punkte | Rang | Punkte | Rang   |
| ------------------- | ----------- | -------------------------- | -------------------------- | ------ | ---- | ------ | ------ |
| Frauen              |             |                            |                            |        |      |        |        |
| Michaela Vrašťáková | Einzel      | 44,18                      | 18                         | 90,24  | 18   | 134,42 | 18     |
| Männer              |             |                            |                            |        |      |        |        |
| Filip Ščerba        | Einzel      | 55,77                      | 24                         | 114,19 | 17   | 169,96 | 20     |

### Freestyle-Skiing
| Athleten    | Wettbewerbe | Qualifikation | Qualifikation | Finale | Finale | Rang   |
| Athleten    | Wettbewerbe | Punkte        | Rang          | Punkte | Rang   | Rang   |
| ----------- | ----------- | ------------- | ------------- | ------ | ------ | ------ |
| Männer      |             |               |               |        |        |        |
| Marek Krčál | Big Air     | 70,50         | 8             | 84,00  | 3      | Bronze |
| Marek Krčál | Slopestyle  | 63,50         | 9             | 31,00  | 12     | 12     |

| Athleten       | Wettbewerbe | Qualifikation | Qualifikation | Finale        | Finale        | Finale        | Finale        | Rang |
| Athleten       | Wettbewerbe | Qualifikation | Qualifikation | Runde 1       | Runde 1       | Runde 2       | Runde 2       | Rang |
| Athleten       | Wettbewerbe | Punkte        | Rang          | Punkte        | Rang          | Punkte        | Rang          | Rang |
| -------------- | ----------- | ------------- | ------------- | ------------- | ------------- | ------------- | ------------- | ---- |
| Männer         |             |               |               |               |               |               |               |      |
| Marek Gajdečka | Moguls      | 74,40         | 4             | 62,30         | 16            | ausgeschieden | ausgeschieden | 16   |
| Jan Rubáček    | Moguls      | 51,59         | 22            | ausgeschieden | ausgeschieden | ausgeschieden | ausgeschieden | 22   |

| Athleten       | Wettbewerbe | Vorlauf | Vorlauf  | Gruppenphase  | Gruppenphase  | Halbfinale    | Halbfinale    | Finale        | Finale        | Rang |
| Athleten       | Wettbewerbe | Gegner  | Ergebnis | Punkte        | Rang          | Gegner        | Ergebnis      | Gegner        | Ergebnis      | Rang |
| -------------- | ----------- | ------- | -------- | ------------- | ------------- | ------------- | ------------- | ------------- | ------------- | ---- |
| Männer         |             |         |          |               |               |               |               |               |               |      |
| Marek Gajdečka | Dual Moguls | Freilos | Freilos  | 10            | 3             | ausgeschieden | ausgeschieden | ausgeschieden | ausgeschieden | =10  |
| Jan Rubáček    | Dual Moguls | Bobyn   | 7:18     | ausgeschieden | ausgeschieden | ausgeschieden | ausgeschieden | ausgeschieden | ausgeschieden | 23   |

| Athleten     | Wettbewerbe | Platzierungsrunde | Platzierungsrunde | Qualifikation | Vorläufe | Vorläufe | Halbfinale | Finale              | Rang |
| Athleten     | Wettbewerbe | Zeit              | Rang              | Rang          | Punkte   | Rang     | Rang       | Rang                | Rang |
| ------------ | ----------- | ----------------- | ----------------- | ------------- | -------- | -------- | ---------- | ------------------- | ---- |
| Männer       |             |                   |                   |               |          |          |            |                     |      |
| Jakub Lomský | Skicross    | 34,65             | 13                | –             | 16       | 4        | 3          | Kleines Finale: DNF | 7    |

### Shorttrack
| Athleten      | Wettbewerbe | Qualifikation | Qualifikation | Vorlauf      | Vorlauf | Viertelfinale | Viertelfinale | Halbfinale    | Halbfinale    | Finale                 | Finale        | Rang |
| Athleten      | Wettbewerbe | Zeit          | Rang          | Zeit         | Rang    | Zeit          | Rang          | Zeit          | Rang          | Zeit                   | Rang          | Rang |
| ------------- | ----------- | ------------- | ------------- | ------------ | ------- | ------------- | ------------- | ------------- | ------------- | ---------------------- | ------------- | ---- |
| Männer        |             |               |               |              |         |               |               |               |               |                        |               |      |
| Radek Fajkus  | 500 m       | 42,625 s      | 2             | 42,395 s     | 3       | 42,389 s      | 4             | ausgeschieden | ausgeschieden | ausgeschieden          | ausgeschieden | 13   |
| Radek Fajkus  | 1000 m      | 1:33,671 min  | 1             | 1:31,177 min | 3       | 1:33,263 min  | 5             | ausgeschieden | ausgeschieden | ausgeschieden          | ausgeschieden | 17   |
| Radek Fajkus  | 1500 m      | —             | —             | —            | —       | 2:28,419 min  | 2             | 2:21,140 min  | 4             | B-Finale: 2:36,781 min | 7             | 14   |
| Zdeněk Sejpal | 500 m       | 43,046 s      | 3             | 43,305 s     | 5       | ausgeschieden | ausgeschieden | ausgeschieden | ausgeschieden | ausgeschieden          | ausgeschieden | 25   |
| Zdeněk Sejpal | 1000 m      | 1:26,891 min  | 3             | 1:30,597 min | 5       | ausgeschieden | ausgeschieden | ausgeschieden | ausgeschieden | ausgeschieden          | ausgeschieden | 25   |
| Zdeněk Sejpal | 1500 m      | —             | —             | —            | —       | 2:32,528 min  | 3             | ausgeschieden | ausgeschieden | ausgeschieden          | ausgeschieden | 23   |

### Ski Alpin
| Athleten          | Wettbewerbe        | 1. Lauf     | 1. Lauf | 2. Lauf       | 2. Lauf       | Gesamt      | Gesamt |
| Athleten          | Wettbewerbe        | Zeit        | Rang    | Zeit          | Rang          | Zeit        | Rang   |
| ----------------- | ------------------ | ----------- | ------- | ------------- | ------------- | ----------- | ------ |
| Frauen            |                    |             |         |               |               |             |        |
| Klára Gašparíková | Riesenslalom       | 1:06,85 min | 27      | 1:04,69 min   | 12            | 2:11,54 min | 23     |
| Klára Gašparíková | Slalom             | DNF         | DNF     | DNF           | DNF           | DNF         | DNF    |
| Barbora Nováková  | Super-G            | —           | —       | —             | —             | DNF         | DNF    |
| Barbora Nováková  | Riesenslalom       | 1:05,37 min | 14      | 1:04,71 min   | 13            | 2:10,08 min | 11     |
| Barbora Nováková  | Alpine Kombination | 1:00,65 min | 4       | 53,91 s       | 18            | 1:54,56 min | 8      |
| Linda Trejbalová  | Super-G            | —           | —       | —             | —             | DNF         | DNF    |
| Linda Trejbalová  | Riesenslalom       | 1:04,98 min | 11      | 1:05,39 min   | 22            | 2:10,37 min | 14     |
| Linda Trejbalová  | Slalom             | 41,12 s     | 23      | 40,31 s       | 28            | 1:21,43 min | 25     |
| Linda Trejbalová  | Alpine Kombination | DNF         | DNF     | ausgeschieden | ausgeschieden | DNF         | DNF    |
| Sára Jedličková   | Super-G            | —           | —       | —             | —             | 1:05,18 min | 17     |
| Sára Jedličková   | Riesenslalom       | DNF         | DNF     | DNF           | DNF           | DNF         | DNF    |
| Sára Jedličková   | Slalom             | DNF         | DNF     | DNF           | DNF           | DNF         | DNF    |
| Sára Jedličková   | Alpine Kombination | 1:04,01 min | 21      | DNF           | DNF           | DNF         | DNF    |
| Männer            |                    |             |         |               |               |             |        |
| Jan Koula         | Super-G            | —           | —       | —             | —             | DNF         | DNF    |
| Jan Koula         | Riesenslalom       | 1:01,67 min | 9       | 1:02,66 min   | 4             | 2:04,33 min | 4      |
| Jan Koula         | Alpine Kombination | 59,17 s     | 6       | 43,10 s       | 30            | 1:42,27 min | 22     |
| David Kubeš       | Super-G            | —           | —       | —             | —             | 58,57 s     | 7      |
| David Kubeš       | Riesenslalom       | 1:02,58 min | 21      | 1:04,44 min   | 31            | 2:07,02 min | 28     |
| David Kubeš       | Alpine Kombination | 59,18 s     | 32      | 42,73 s       | 45            | 1:41,91 min | 15     |
| Štěpán Kroupa     | Super-G            | —           | —       | —             | —             | 59,93 s     | 24     |
| Štěpán Kroupa     | Riesenslalom       | 1:03,20 min | 32      | 1:05,45 min   | 45            | 2:08,65 min | 38     |
| Štěpán Kroupa     | Slalom             | DNF         | DNF     | DNF           | DNF           | DNF         | DNF    |
| Štěpán Kroupa     | Alpine Kombination | 1:00,12 min | 22      | 42,07 s       | 11            | 1:42,19 min | 18     |
| Marek Müller      | Super-G            | —           | —       | —             | —             | 59,33 s     | 16     |
| Marek Müller      | Riesenslalom       | 1:02,81 min | 26      | 1:03,48 min   | 16            | 2:06,29 min | 22     |
| Marek Müller      | Slalom             | 42,91 s     | 27      | 40,85 s       | 21            | 1:23,76 min | 24     |
| Marek Müller      | Alpine Kombination | 1:00,09 min | 20      | 43,18 s       | 31            | 1:43,27 min | 26     |
| Vojtěch Kučera    | Super-G            | —           | —       | —             | —             | 1:00,63 min | 30     |
| Vojtěch Kučera    | Riesenslalom       | DNF         | DNF     | DNF           | DNF           | DNF         | DNF    |
| Vojtěch Kučera    | Alpine Kombination | 1:01,64 min | 37      | 44,55 min     | 43            | 1:46,19 min | 40     |

| Athleten                                                   | Wettbewerbe | Achtelfinale | Achtelfinale | Viertelfinale | Viertelfinale | Halbfinale    | Halbfinale    | Finale        | Finale        | Rang |
| Athleten                                                   | Wettbewerbe | Gegner       | Punkte       | Gegner        | Punkte        | Gegner        | Punkte        | Gegner        | Punkte        | Rang |
| ---------------------------------------------------------- | ----------- | ------------ | ------------ | ------------- | ------------- | ------------- | ------------- | ------------- | ------------- | ---- |
| Mixed                                                      |             |              |              |               |               |               |               |               |               |      |
| Linda Trejbalová Marek Müller Barbora Nováková David Kubeš | Mannschaft  | Kanada       | 3:1          | Schweden      | 1:3           | ausgeschieden | ausgeschieden | ausgeschieden | ausgeschieden | 5    |

### Skibergsteigen
| Athleten        | Wettbewerbe   | Qualifikation | Qualifikation | Vorlauf     | Vorlauf | Halbfinale    | Halbfinale    | Finale        | Finale        | Rang |
| Athleten        | Wettbewerbe   | Zeit          | Rang          | Zeit        | Rang    | Zeit          | Rang          | Zeit          | Rang          | Rang |
| --------------- | ------------- | ------------- | ------------- | ----------- | ------- | ------------- | ------------- | ------------- | ------------- | ---- |
| Frauen          |               |               |               |             |         |               |               |               |               |      |
| Iva Gieselová   | Sprint        | DNS           | DNS           | DNS         | DNS     | DNS           | DNS           | DNS           | DNS           | DNS  |
| Iva Gieselová   | Vertical Race | —             | —             | —           | —       | —             | —             | DNS           | DNS           | DNS  |
| Männer          |               |               |               |             |         |               |               |               |               |      |
| Filip Matějovič | Sprint        | 4:35,88 min   | 10            | 4:26,26 min | 2       | 4:36,07 min   | 5             | ausgeschieden | ausgeschieden | 10   |
| Filip Matějovič | Vertical Race | —             | —             | —           | —       | —             | —             | 15:00,5 min   | 13            | 13   |
| Michal Strejc   | Sprint        | 4:56,44 min   | 25            | 4:58,38 min | 5       | ausgeschieden | ausgeschieden | ausgeschieden | ausgeschieden | 23   |
| Michal Strejc   | Vertical Race | —             | —             | —           | —       | —             | —             | DNS           | DNS           | DNS  |
| Jakub Švec      | Sprint        | 5:14,35 min   | 28            | 5:14,20 min | 6       | ausgeschieden | ausgeschieden | ausgeschieden | ausgeschieden | 27   |
| Jakub Švec      | Vertical Race | —             | —             | —           | —       | —             | —             | DNS           | DNS           | DNS  |

### Skilanglauf
| Athleten                                              | Wettbewerbe                   | Zeit        | Rang |
| ----------------------------------------------------- | ----------------------------- | ----------- | ---- |
| Frauen                                                |                               |             |      |
| Adéla Nováková                                        | 10 km Freistil                | 29:08,5 min | 11   |
| Lucie Tůmová                                          | 10 km Freistil                | DNS         | DNS  |
| Männer                                                |                               |             |      |
| Jakub Augsten                                         | 10 km Freistil                | 25:41,9 min | 35   |
| Jakub Augsten                                         | 20 km Massenstart klassisch   | 1:01:37,7 h | 32   |
| Marek Juřík                                           | 10 km Freistil                | 25:53,5 min | 39   |
| Marek Juřík                                           | 20 km Massenstart klassisch   | 1:03:16,5 h | 40   |
| Matyáš Pávek                                          | 10 km Freistil                | 25:33,7 min | 28   |
| Matyáš Pávek                                          | 20 km Massenstart klassisch   | 1:03:03,1 h | 39   |
| Martin Svoboda                                        | 10 km Freistil                | 25:33,8 min | 29   |
| Martin Svoboda                                        | 20 km Massenstart klassisch   | 1:00:14,5 h | 26   |
| Martin Svoboda Matyáš Pávek Marek Juřík Jakub Augsten | 4 × 7,5 km klassisch/Freistil | 1:14:35,8 h | 9    |

| Athleten                     | Wettbewerbe         | Qualifikation | Qualifikation | Viertelfinale | Viertelfinale | Halbfinale    | Halbfinale    | Finale        | Finale        | Rang |
| Athleten                     | Wettbewerbe         | Zeit          | Rang          | Zeit          | Rang          | Zeit          | Rang          | Zeit          | Rang          | Rang |
| ---------------------------- | ------------------- | ------------- | ------------- | ------------- | ------------- | ------------- | ------------- | ------------- | ------------- | ---- |
| Frauen                       |                     |               |               |               |               |               |               |               |               |      |
| Adéla Nováková               | Sprint klassisch    | 3:38,41 min   | 11            | 3:32,69 min   | 2             | 3:33,63 min   | 3             | ausgeschieden | ausgeschieden | 7    |
| Lucie Tůmová                 | Sprint klassisch    | 3:37,90 min   | 9             | 3:29,72 min   | 2             | 3:30,69 min   | 2             | 3:48,59 min   | 6             | 6    |
| Männer                       |                     |               |               |               |               |               |               |               |               |      |
| Jakub Augsten                | Sprint klassisch    | 3:59,58 min   | 89            | ausgeschieden | ausgeschieden | ausgeschieden | ausgeschieden | ausgeschieden | ausgeschieden | 85   |
| Marek Juřík                  | Sprint klassisch    | 3:13,10 min   | 35            | ausgeschieden | ausgeschieden | ausgeschieden | ausgeschieden | ausgeschieden | ausgeschieden | 32   |
| Matyáš Pávek                 | Sprint klassisch    | 3:15,05 min   | 45            | ausgeschieden | ausgeschieden | ausgeschieden | ausgeschieden | ausgeschieden | ausgeschieden | 42   |
| Martin Svoboda               | Sprint klassisch    | 3:08,25 min   | 18            | 3:13,49 min   | 5             | ausgeschieden | ausgeschieden | ausgeschieden | ausgeschieden | 24   |
| Mixed                        |                     |               |               |               |               |               |               |               |               |      |
| Adéla Nováková Jakub Augsten | Teamsprint Freistil | 7:10,66 min   | 7             | —             | —             | —             | —             | 23:32,19 min  | 11            | 11   |
| Lucie Tůmová Marek Juřík     | Teamsprint Freistil | 7:26,86 min   | 16            | —             | —             | —             | —             | ausgeschieden | ausgeschieden | 16   |

### Ski-Orientierungslauf
| Athleten                      | Wettbewerbe | Zeit      | Rang   |
| ----------------------------- | ----------- | --------- | ------ |
| Frauen                        |             |           |        |
| Anežka Hlaváčová              | Sprint      | 14:51 min | 15     |
| Tereza Pecková                | Sprint      | 14:20 min | 8      |
| Männer                        |             |           |        |
| Josef Nagy                    | Sprint      | 13:03 min | Bronze |
| Marek Štěrba                  | Sprint      | 14:54 min | 19     |
| Mixed                         |             |           |        |
| Tereza Pecková Josef Nagy     | Staffel     | 46:48 min | 6      |
| Anežka Hlaváčová Marek Štěrba | Staffel     | 47:52 min | 8      |

### Snowboard
| Athleten       | Wettbewerbe | Qualifikation | Qualifikation | Finale | Finale | Rang |
| Athleten       | Wettbewerbe | Punkte        | Rang          | Punkte | Rang   | Rang |
| -------------- | ----------- | ------------- | ------------- | ------ | ------ | ---- |
| Männer         |             |               |               |        |        |      |
| Kristian Salač | Big Air     | 90,25         | 3             | 21,50  | 11     | 11   |
| Kristian Salač | Slopestyle  | 81,75         | 5             | 31,00  | 12     | 12   |

| Athleten      | Wettbewerbe           | Qualifikation | Qualifikation | Achtelfinale  | Achtelfinale  | Viertelfinale | Viertelfinale | Halbfinale    | Halbfinale    | Finale/Platz 3 | Finale/Platz 3 | Rang |
| Athleten      | Wettbewerbe           | Zeit          | Rang          | Gegner        | Zeit          | Gegner        | Zeit          | Gegner        | Zeit          | Gegner         | Zeit           | Rang |
| ------------- | --------------------- | ------------- | ------------- | ------------- | ------------- | ------------- | ------------- | ------------- | ------------- | -------------- | -------------- | ---- |
| Frauen        |                       |               |               |               |               |               |               |               |               |                |                |      |
| Klára Šonková | Parallel-Riesenslalom | 1:15,00 min   | 3             | Oshima        | +0,52 s       | ausgeschieden | ausgeschieden | ausgeschieden | ausgeschieden | ausgeschieden  | ausgeschieden  | 9    |
| Klára Šonková | Parallel-Slalom       | 1:22,10 min   | 7             | Stokłosa      | −0,30 s       | Zapała        | +0,11 s       | ausgeschieden | ausgeschieden | ausgeschieden  | ausgeschieden  | 5    |
| Männer        |                       |               |               |               |               |               |               |               |               |                |                |      |
| Adam Krupa    | Parallel-Riesenslalom | 1:16,84 min   | 21            | ausgeschieden | ausgeschieden | ausgeschieden | ausgeschieden | ausgeschieden | ausgeschieden | ausgeschieden  | ausgeschieden  | 21   |
| Adam Krupa    | Parallel-Slalom       | 1:20,16 min   | 17            | ausgeschieden | ausgeschieden | ausgeschieden | ausgeschieden | ausgeschieden | ausgeschieden | ausgeschieden  | ausgeschieden  | 17   |

| Athleten        | Wettbewerbe    | Platzierungsrunde | Platzierungsrunde | Vorläufe      | Vorläufe      | Halbfinale    | Finale        | Rang          |
| Athleten        | Wettbewerbe    | Zeit              | Rang              | Punkte        | Rang          | Rang          | Rang          | Rang          |
| --------------- | -------------- | ----------------- | ----------------- | ------------- | ------------- | ------------- | ------------- | ------------- |
| Frauen          |                |                   |                   |               |               |               |               |               |
| Sára Strnadová  | Snowboardcross | DNS               | DNS               | ausgeschieden | ausgeschieden | ausgeschieden | ausgeschieden | ausgeschieden |
| Männer          |                |                   |                   |               |               |               |               |               |
| Kryštof Choura  | Snowboardcross | DNS               | DNS               | ausgeschieden | ausgeschieden | ausgeschieden | ausgeschieden | ausgeschieden |
| Matyáš Turinský | Snowboardcross | 32,53 s           | 14                | 17            | 5             | ausgeschieden | ausgeschieden | 10            |
| Vojtěch Trojan  | Snowboardcross | 32,65 s           | 17                | 13            | 7             | ausgeschieden | ausgeschieden | 14            |